# Cabo Bradley
Das Cabo Bradley (spanisch) ist ein Kap auf der Ostseite der Trinity-Halbinsel im Grahamland auf der Antarktischen Halbinsel. Es liegt südöstlich des Downham Peak und ragt in die Westseite des südlichen Endes des Prinz-Gustav-Kanals hinein.
Argentinische Wissenschaftler benannten das Kap. Der weitere Benennungshintergrund ist nicht hinterlegt.